# Подъяпольская, Варвара Петровна
Варвара Петровна Подъяпольская (1892—1975) — советский врач-гельминтолог, член-корреспондент АМН (1953), лауреат Сталинской премии (1951).

## Биография
Окончила Саратовскую женскую гимназию МНП и медицинский факультет Московских высших женских курсов (1918). Ученица профессора К. И. Скрябина.
С 1923 и до конца 1930-х годов — главный врач санатория.
С 1941 г. — зав. отделом медицинской гельминтологии Института медицинской паразитологии и тропической медицины им. Е. И. Марциновского (с 1963 г. — научный консультант).
Член-корреспондент АМН СССР(1953).
Исследования посвящены этиологии, патогенезу, клинике, диагностике, лечению, эпидемиологии и профилактике основных гельминтозов человека; предложила их эпидемиологическую классификацию; изучала влияние глистных инвазий на течение инфекционных заболеваний.
Похоронена на Ваганьковском кладбище (участок 2в).

## Награды и премии
- Сталинская премия 1951 года — за монографию «Глистные заболевания человека» (1950), написанную совместно с В. Ф. Капустиным.
- Награждена орденами Ленина, «Знак Почёта» и медалями, а также болгарским орденом Кирилла и Мефодия I степени.

## Основные публикации
- Подъяпольская В. П., Капустин В. Ф. Глистные заболевания человека : Руководство для врачей и студентов : 323 ил. / доц. В. П. Подъяпольская, дивветврач В. Ф. Капустин. — М.; Л.: Биомедгиз, 1937. — 368, [112] с.
- Подъяпольская В. П., Капустин В. Ф. Глистные заболевания человека : учеб. пособие. — 2-е изд., доп. и перераб. — М.: Медгиз, 1950. — 608 с.
- Подъяпольская В. П., Капустин В. Ф. Глистные болезни человека. — 3-е изд., испр. и доп. — М.: Медгиз, 1958. — 664 с. — 12 000 экз.